# Reconciliación universal
En el ámbito de la teología cristiana, se denomina reconciliación universal (o también salvación universal, Universalismo cristiano o simplemente universalismo) a la doctrina en que todas las almas humanas pecadoras y alienadas, por obra de la divina misericordia y amor de Dios, en última instancia se reconciliarán con Dios. En general esta doctrina ha sido rechazada por la religión cristiana, la cual, en cambio, sostiene la doctrina de la salvación especial, según la cual solo algunos miembros de la humanidad finalmente irán al cielo, pero sí ha sido apoyada por numerosos pensadores cristianos de prestigio, así como por numerosos grupos de cristianos. La propia Biblia posee varios versículos que parecerían apoyar una diversidad de puntos de vista.
La salvación universal puede relacionarse con el Problema del infierno, en contraposición a ideas tales como el tormento consciente infinito en el Infierno, pero la misma puede llegar a incluir un periodo de castigo por un tiempo limitado, similar a una suerte de purgatorio. Los creyentes en la reconciliación universal pueden sostener la idea que aunque puede que exista algún tipo de "Infierno" real, el mismo no es ni un sitio de sufrimiento eterno ni tampoco un sitio en el cual los espíritus de los seres humanos son finalmente 'aniquilados' luego de haber soportado la cantidad justa de castigo divino.
El concepto de reconciliación se encuentra relacionado con el concepto de salvación, es decir, la salvación de la muerte espiritual y física, por lo que el término "salvación universal" es funcionalmente equivalente. Los universalistas abrazan varias creencias teológicas sobre el proceso o estado de salvación, pero todos se adhieren a la idea de que la historia de la salvación termina con la reconciliación de toda la raza humana con Dios. Muchos adherentes aseguran que el sufrimiento y la crucifixión de Jesucristo es el mecanismo que provee redención a toda la humanidad y expiación de todos los pecados.